# Kaisa Parviainen
Katri Vellamo „Kaisa” Parviainen (ur. 3 grudnia 1914 w Muuruvesi, zm. 21 października 2002 w Raumie) – fińska lekkoatletka, która specjalizowała się w rzucie oszczepem.
Dwukrotna uczestniczka igrzysk olimpijskich – Londyn 1948 oraz Helsinki 1952. Podczas zawodów w Londynie wystartowała w dwóch konkurencjach – skok w dal ukończyła na odległej pozycji, a w rzucie oszczepem wywalczyła srebrny medal z wynikiem 43,79. Cztery lata później nie udało jej się powtórzyć sukcesu i w konkursie oszczepniczek była 16. Sześciokrotna medalistka mistrzostw Finlandii (złoto i srebro w skoku w dal oraz dwa złote i dwa srebrne medale w rzucie oszczepem). Rekord życiowy w rzucie oszczepem: 43,79 (1948).